# Henric I al Angliei
Henric I al Angliei (n. 1068, Selby, Anglia, Regatul Unit – d. 1 decembrie 1135, Lyons-la-Forêt, Haute-Normandie, Franța) a fost cel de-al patrulea fiul lui William I Cuceritorul, primul rege al Angliei, după cucerirea normandă din 1066. El i-a succedat fratelui său mai mare William al II-lea al Angliei în 1100 și l-a învins pe fratele lui mai mare Robert Curthose pentru a deveni Duce al Normandia în 1106.

## Primii ani
Henric s-a născut probabil în Anglia în 1068, fie în vară fie în ultimele săptămâni ale anului, posibil în orașul Selby în Yorkshire.Tatăl lui a fost William Cuceritorul, care inițial a fost Duce de Normandia apoi, în urma invaziei normande din 1066, a devenit rege al Angliei. Invazia a format o elită anglo-normandă, mulți având domenii pe ambele maluri ale Canalului Mânecii. Acești baroni anglo-normanzi aveau de obicei legături strânse cu regatul Franței, care era pe atunci o colecție de comitate libere și mici societăți, sub un control minim al regelui. Mama lui Henric, Matilda de Flandra, era nepoata regelui Robert al II-lea al Franței, și ea probabil l-a numit pe Henric după unchiul ei, regele Henric I al Franței.
Henric a fost fiul cel mic din cei patru fii ai lui William și ai Matildei. Fizic el a semănat cu frații săi mai mari, Robert Curthose, Richard și William Rufus, fiind, după cum îl descrie istoricul David Carpenter: "scurt, îndesat și cu pieptul mare", cu părul negru. Henric a primit o instrucție militară și a fost făcut cavaler de tatăl său la 24 mai 1086.
În 1087 tatăl său a fost rănit mortal în timpul campaniei de la Vexin. Regulile de succesiune din Europa de Vest la momentul acela erau incerte; în unele părți ale Franței, regula de succesiune prin care fiul cel mare moștenea titlu, creștea în popularitate. În alte părți ale Europei, inclusiv în Normandia și Anglia, tradiția era ca teritoriul să fie împărțit, fiul cel mare luând cea mai valoroasă proprietate.
În împărțirea teritoriilor sale, William a urmat tradiția normandă. Cel de-al doilea fiu al regelui, Richard, murise într-un accident de vânătoare, lăsându-i pe Henric și pe cei doi frați mai mari să moștenească averea regelui. Fiul cel mare, Robert, în ciuda faptului că era în rebeliune armată împotriva tatălui său, la momentul morții sale, a primit Normandia. Anglia a fost primită de William Rufus, care era de partea tatălui său în momentul morții regelui. Henric a primit o sumă mare de bani, de obicei raportată ca fiind 5.000 de lire, și cu speranța că va moșteni moșiile mamei sale în Buckinghamshire și Gloucestershire.
Robert întors în Normandia se aștepta să primească atât ducatul cât și Anglia, însă află că fratele său a traversat Canalul și a fost încoronat rege sub numele de William al II-lea. Cei doi frați nu sunt de acord cu împărțirea moștenirii și curând Robert plănuiește o invazie a Angliei, ajutat de unii nobili împotriva lui William Rufus. Henric a rămas în Normandia, la curtea lui Robert, fie că pentru că nu a vrut un conflict deschis cu William Rufus, fie pentru că Robert a luat în calcul posibilitatea de a confisca banii moșteniți de Henric dacă ar fi părăsit curtea. William Rufus a confiscat moșiile din Anglia ale lui Henric, lăsându-l fără pământ.
În 1088, planul lui Robert de a invada Anglia a început să se clatine iar acesta i-a cerut lui Henric să-i împrumute lui banii moșteniți, lucru pe care Henric l-a refuzat. Apoi Henric și Robert au făcut un aranjament prin care Robert îl făcea pe Henric conte în vestul Normandiei în schimbul a 3000 de lire.

### Conte de Cotentin, 1088–90
Henric și-a stabilit rapid o curte în noul său comitat, construindu-și o rețea de adepți din vestul Normandiei și estul Britaniei, pe care istoricul John Le Patourel i-a caracterizat drept "gașca lui Henric". Printre primii lui susținători s-au inclus Roger de Mandeville, Richard de Redvers, Richard d'Avranches și Robert Fitzhamon, împreună cu clericul Roger de Salisbury. Robert a încercat să renunțe la înțelegere și să-și recapete comitatul însă poziția lui Henric era suficient de fermă ca să nu fie de acord cu acest lucru.
În timpul acestei perioade, nici William nici Robert se pare că nu aveau încredere în Henric. Henric s-a întors în Anglia în iulie 1088. El s-a întâlnit cu regele dar n-a reușit să-l convingă să-i garanteze moșiile de la mama sa și s-a întors în toamnă în Normandia. În timp ce el era departe, Odo, episcopul de Bayeux, care îl privea pe  Henric ca un potențial concurent, l-a convins pe Robert că Henric a conspirat împotriva ducelui cu William Rufus. Ajuns acasă, Odo l-a închis pe Henric la Neuilly-la-Forêt, iar Robert și-a recăpătat comitatul. Henric a fost ținut prizonier toată iarna dar în primăvara anului 1089, câțiva nobili din Normandia l-au eliberat.

### Căderea și ridicarea, 1091–99
Deși formal nu mai era contele de Cotentin, Henric a continuat să controleze vestul Normandiei. William Rufus a început să construiască alianțe împotriva lui Robert, care l-a rândul său s-a aliat cu regele Filip I al Franței. La începutul anului 1091, William Rufus a invadat Normandia cu o suficient de mare armată ca să-l aducă pe Robert la masa negocierii. Cei doi frați au semnat un acord la Rouen prin care s-a acordat lui William Rufus o serie de terenuri și castele în Normandia. În schimb, William Rufus a promis să sprijine încercările lui Robert de a recâștiga controlul comitatului vecin de Maine, odată aflat sub control normad, și ajutor în recâștigarea controlului asupra ducatului, inclusiv asupra teritoriilor lui Henric. Ei s-au desemnat reciproc ca moștenitori în Anglia și Normandia, excluzându-l pe Henric de la orice succesiune atât timp cât trăiau ei.Totuși, până la sfârșitul anului 1092 Tratatul de la Rouen a fost abandonat.
În 1095 Papa Urban al II-lea a numit Prima Cruciadă și a încurajat cavaleri din întreaga Europă să i se alăture. Robert s-a alăturat Cruciadei, împrumutând bani de la William Rufus pentru asta și în schimb garantând regelui custodia temporară pentru partea sa din ducat.  Regele a părut încrezător în a recâștiga restul Normandia de la Robert, iar Henric s-a apropiat tot mai mult de fratele său William Rufus, perechea făcând campanie împreună în Vexin între 1097 și 1098.

## Familie și copii

### Legitimi
Henric și prima lui soție, Matilda a Scoției, fiica Regelui Malcom III a Scoției, au avut cel puțin doi copii legitimi:
1. Matilda a Angliei, Împărăteasa a Sfântului Imperiu Roman (n.1102 – d. 1167).[27]Inițial, s-a căsatorit cu Henric al V-lea al Sfântului Imperiu Roman, iar după moarte acestuiă s-a recăsătorit cu Geoffrey V, Count de Anjou.Mama Regelui Henric al II-lea al Angliei.
2. William Adelin, Duce de Normandia ( n.1103–d.1120).[27] A fost căsătorit cu Matilda de Anjou, dar nu a avut copii.
3. Posibil Richard, care, dacă a existat, a murit de mic.[28]

Henric și ce de-a doua soție, Adeliza, fiică lui Godfrey I, Contele de Louvain, nu au avut copii.

### Nelegitimi
Henric a avut cu câteva metrese copii nelegitimi.

#### Fii
1. Robert de Gloucester, Conte de Gloucester (1090 – 31 Octombrie 1147) .[30]
2. Richard de Lincoln, Episcop de Lincoln (1011 – 25 noiembrie 1125 ) ,născut la Ansfride, crescut de Robert Bloet, episcop de Lincoln.[31]
3. Reginald de Dunstanville, Conte de Cornwall, (1100 – 1 Iulie1775).[32]
4. Robert FitzEdith, Lordul feudal Okehamptonului (1093– 1172), născut la Ede.[33]
5. Gilbert FitzRoy, posibil născut de o soră sau fiică a lui Walter de Gand.A murit tânăr.[34]
6. William de Tracy, posibil născut în anii 1090.[34]
7. Henry FitzRoy, Lord Castelului Narberth  (d. 1158), posibil născut la Nest ferch Rhys.[33]
8. Fulk FitzRoy, posibil născut la Ansfride.[33]
9. William[35], fratele Sylbillei și posibil a lui Reginald

#### Fiice
1. Matilda FitzRoy, Contesă de Perche (1080/1100 – 25 Noiembrie 1120).S-a căsătpeir cuElias II, Conte de Maine, și a avut copii.[36]
2. Matilda FitzRoy, Ducesă de Bretania.S-a căsarorit cu Conan III, Duce de Bretania, și a avut copii.[36]
3. Juliana de Fontevrault (n.1090), soția lui Eustace de Breteuil, posibil născută la Ansfrida.A încercat să-și omoară tatăl, dar nu a reușit.[37]
4. Mabel, soția lui William Gouet.[38]
5. Constance, Vicontesă de Beaumont-sur-Sarthe.[39]
6. Alice FitzRoy, soția lui Matthew de Montmorency.[40]
7. Isabel, Contesă de Pembroke.[40]
8. Sybilla de Normandia, Regina Consoartă a Scoției, (d.12/13 Iulie 1132), probabil născută înainte de 1100.[40]
9. Matilda FitzRoy, Stareță de Montvilliers.[40]
10. Gundrada de Dunstanville.[40]
11. Posibil Rohese, soția lui Henry de la Pomerai.[40]
12. Emma, soția lui Guy de Laval.[41]
13. Adeliza[41]
14. soția lui Fergus de Galloway.[41]
15. Posibil Sibyl de Falaise.[41]